# Vains of Jenna
Vains of Jenna est un groupe suédois de hard rock, originaire de Falkenberg. Le groupe est formé en 2005 et séparé en 2012.

## Historique

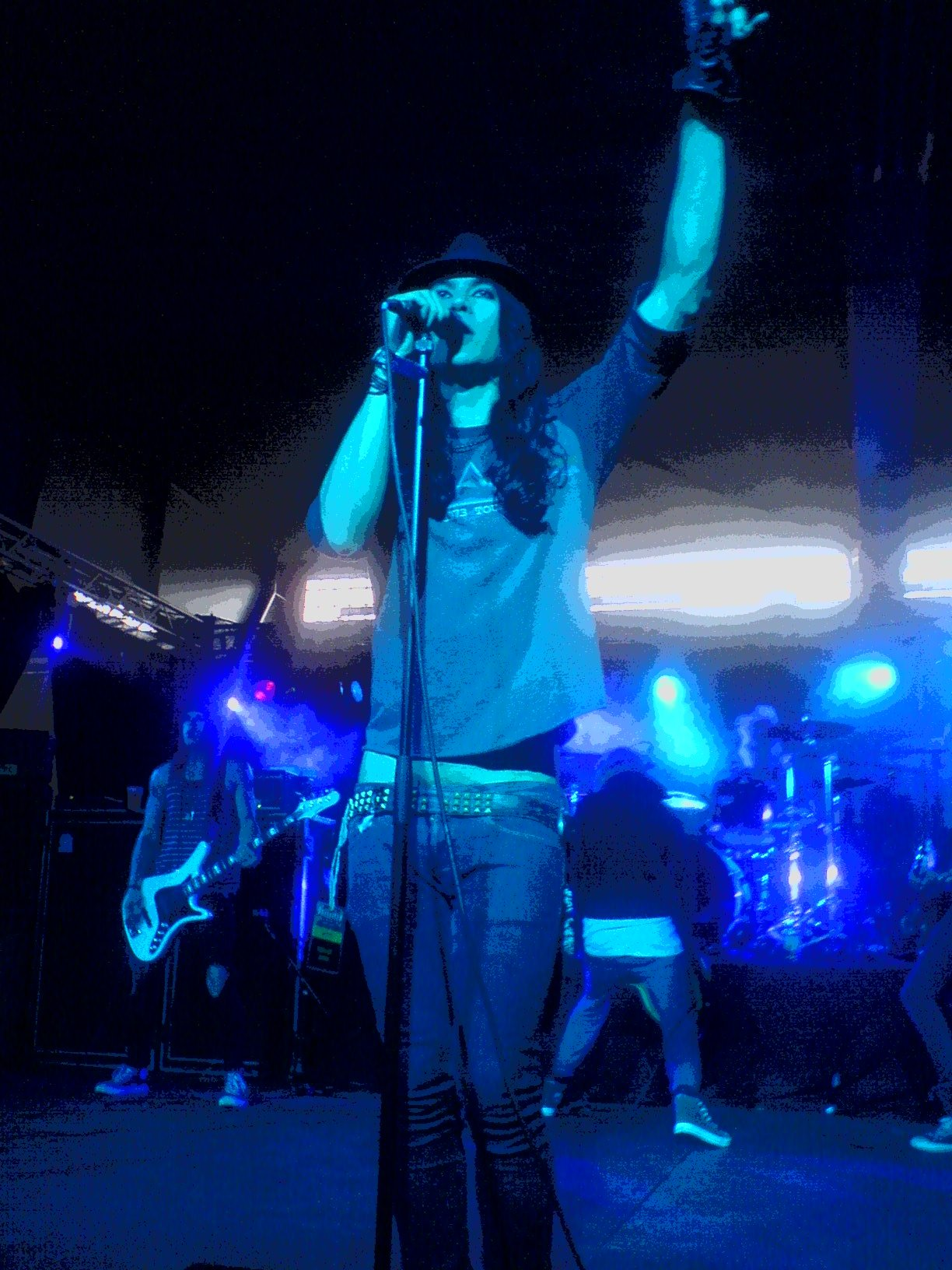
Jesse Forte.

Le groupe est formé à Falkenberg, en Suède, durant le mois de janvier 2005. Le groupe se délocalise ensuite à Los Angeles, en Californie. Il était produit par le label Filthy Note (Bam Margera) qui a également réalisé le clip de leur premier single Noone's Gonna Do It For You.
Ils font également des apparitions dans des émissions de télévision comme LA Ink avec Kat Von D ou encore Jackass 24 sur MTV.
Le groupe enregistre une chanson inédite spécialement pour la compilation Viva La Bands de Bam Margera. Cette chanson s'appelle Enemy In Me. La compilation est sortie aux États-Unis le 4 septembre 2007. C'est également pendant le festival Viva La Bands que certains membres du groupe ont eu une altercation avec Cradle of Filth). Durant tout l'été 2007, le groupe est en tournée avec Poison & Ratt à travers les États-Unis, le groupe a confié dans une interview : « c'est un rêve pour nous. »
En mars 2010, après le départ du membre fondateur Lizzy DeVine qui assurait la guitare rythmique et le chant au sein du groupe, Vains of Jenna engage Jesse Forte, chanteur de Cast of Kings, comme nouveau chanteur et frontman. Ils enregistrent alors un album reprenant certaines anciennes chansons du groupe (Better Off Alone, Everybody Loves You When Your Dead ou encore The Art of Telling Lies) ré-interprétées par Jesse et sortent une nouvelle chanson, We Can Never Die. 
Après la première tournée avec Jesse appelée le We Can Never Die Tour en 2010, le groupe entre en studio pour enregistrer leur nouvel album fait de reprises. Le single promotionnel de l'album étant Fuck You, une reprise de Cee Lo Green.
Le 27 janvier 2012, alors que Jesse Forte vient d'être engagé dans Lynch Mob, le groupe annonce sa séparation.

## Médias
Le thème de la série télévisée Bam's Unholy Union est un extrait de la chanson Don't Give a Damn, interprétée par Vains of Jenna. Dans l'épisode 1 de Bam's Unholy Union, on peut apercevoir un poster des Vains of Jenna dans la cuisine de Bam. Dans l'épisode 7 de la même série, on assiste à un concert de Vains of Jenna, à l'occasion de l'enterrement de vie de garçon de Bam.

## Membres

### Derniers membres
- Jesse Forte - chant
- Nicki Kin - guitare solo
- Jacki Stone - batterie
- JP White - basse
- Joel Eliasson - guitare rythmique

### Anciens membres
- Lizzy DeVine - chant, guitare
- Anton Sevholt - guitare (pour la tournée européenne de 2010)
- Roxy Vayn - guitare (pour la tournée américaine de 2010)

## Discographie

### Albums studio
- 2005 : The Demos (EP quatre titres) (Raw Noise Records)
- 2006 : Lit Up/Let Down (RLS/Raw Noise Records)
- 2006 : The Demos
- 2009 : The Art of Telling Lies (RLS/Raw Noise Records)
- 2011 : Reverse Tripped (Deadline Cleopatra Records)

### EP
- 2005 : No One's Gonna Do It for You (Raw Noise Records)
- 2005 : Baby's Got a Secret (RLS/Raw Noise Records)
- 2010 : We Can Never Die (RLS/Raw Noise Records)

### Singles
- 2007 : No One's Gonna Do It for You (de l'album Lit Up/Let Down)
- 2007 : Enemy in Me (de l'album Viva la Bands, Volume 2)
- 2009 : Get It On (de l'album The Art of Telling Lies)
- 2010 : Mind Pollution (de l'album The Art of Telling Lies)
- 2010 : Everybody Loves You When You're Dead-2010 Mix  (de l'album The Art of Telling Lies)
- 2011 : Fuck You (de l'album Forget You)

### Clips
- 2006 : No One's Gonna Do It for You (réalisé par Bam Margera)
- 2007 : Enemy in Me (Images Live) (réalisé par Daryl Rota)
- 2008 : Enemy in Me (Sean Thomas pour Cla$ick Los Angeles)
- 2009 : Get It On (réalisé par R. Florio/D. Kuhlmann)
- 2010 : Mind Pollution (réalisé par Noah Shulman)
- 2010 : Everybody Loves You When You're Dead-2010 Mix
- 2011 : Fuck You - Forget You (radio edit)